# Chiesa di Sant'Antonio (Mori, Italia)
La chiesa di Sant'Antonio è la parrocchiale a Manzano, frazione di Mori, in Trentino. Fa parte della zona pastorale della Vallagarina dell'arcidiocesi di Trento e risale al XVI secolo.

## Storia

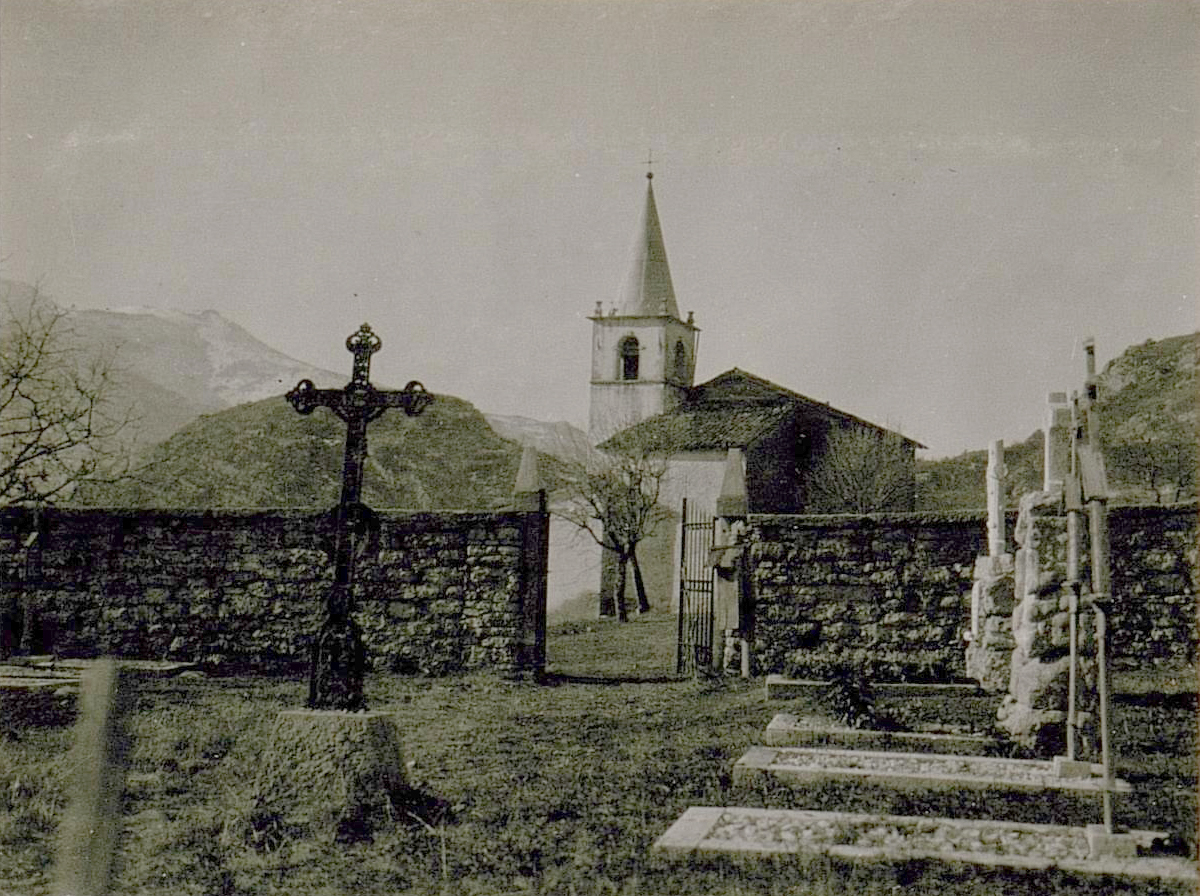
Immagine della chiesa come appariva nel 1918 vista dall'area del cimitero.

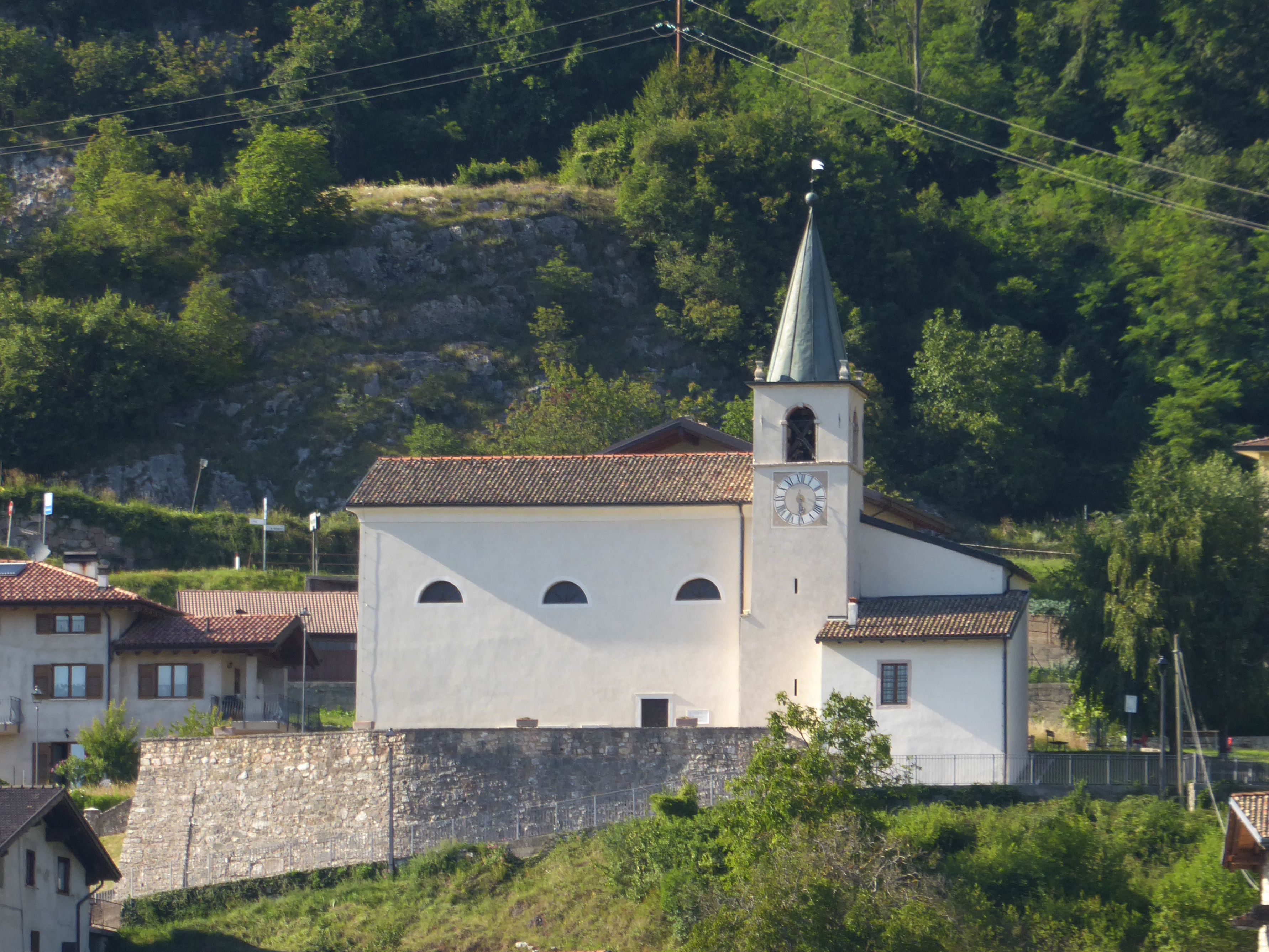
La chiesa posta sul terrapieno con mura di rinforzo.

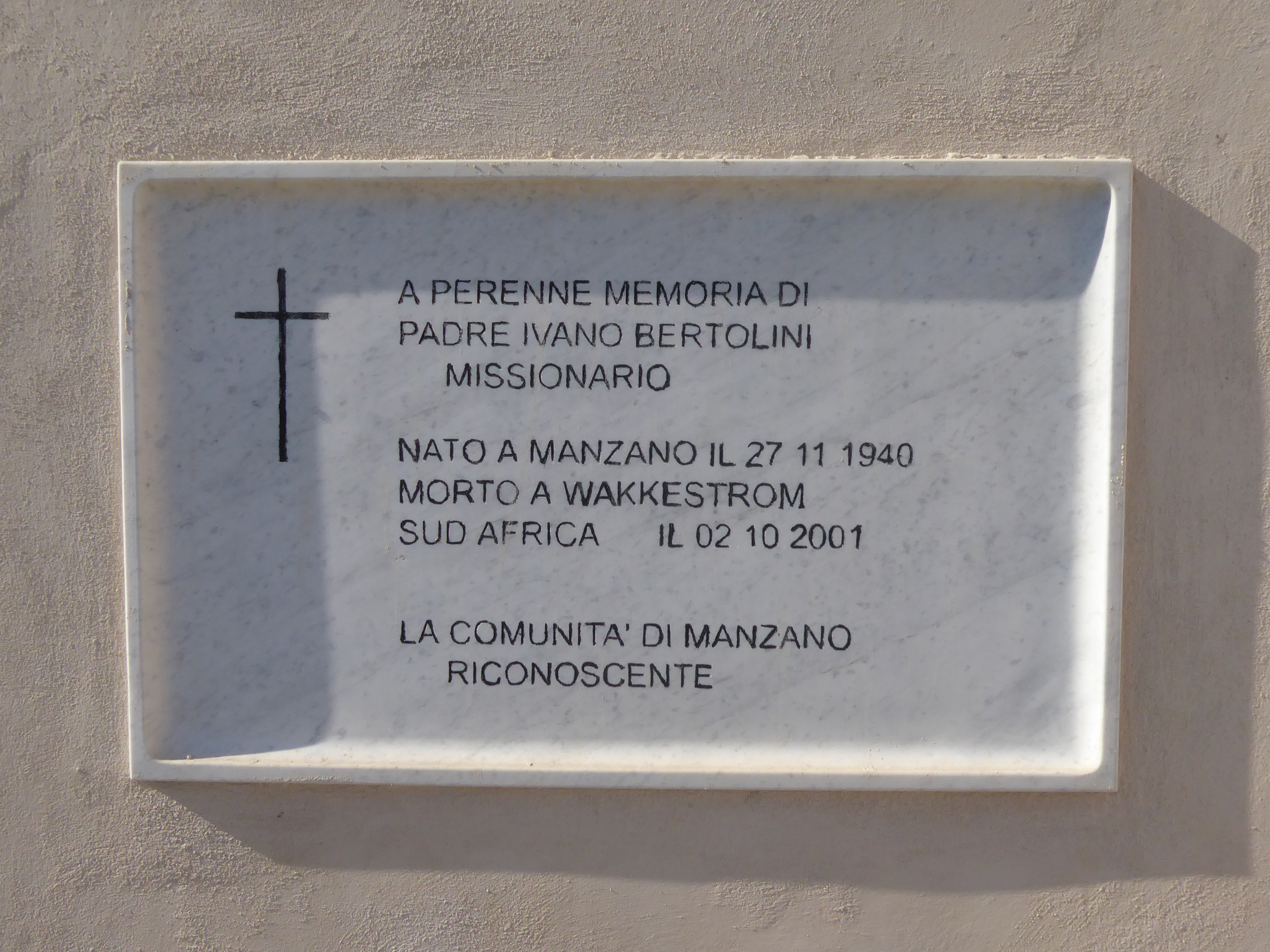
Lapide che ricorda il padre missionario Ivano Bertolini.

Viene citata per la prima volta una piccola chiesa dedicata a Sant'Antonio nella località di Manzano nel 1537, in occasione della visita pastorale del cardinale Bernardo Clesio.
Dopo quel momento l'edificio iniziò a venir restaurato ed ampliato, a partire dal 1641.
Alla fine del XVIII secolo la chiesa divenne primissaria, sussidiaria della pieve di Valle San Felice.
Circa un secolo dopo vi furono con molta probabilità nuovi interventi di ristrutturazione e la chiesa, nel 1881, venne solennemente consacrata.
Nel corso del primo conflitto mondiale subì danni seri, con la distruzione di uno dei suoi altari.
Ottenne dignità di parrocchia nel 1960 e pochi anni dopo venne adeguata alle nuove esigenze liturgiche. In quel periodo vi furono modifiche nella zona presbiteriale e dell'altare maggiore, inoltre gli interni vennero tinteggiati. Gli ultimi restauri risalgono al 1982.
La chiesa, come sede parrocchiale, ha diverse chiese sussidiarie, fra cui chiesa di Sant'Apollonia sempre a Manzano, Sant'Agata a Corniano, San Martino la cappella di San Rocco a Nomesino.

## Descrizione

### Esterni
La chiesa parrocchiale nella frazione di Manzano si trova in posizione elevata su un  terrazzamento con rinforzi murari, nella parte superiore del centro abitato, nel quartiere degli Armani. La facciata a capanna con due spioventi è semplice. Il portale di accesso è architravato e sopra, in asse, si apre la finestra a lunetta che porta luce alla sala. La torre campanaria si alza in posizione arretrata, sulla destra. La cella campanaria si apre con quattro finestre a monofora e sotto di essa, nella parte rivolta al paese più in basso, si trova l'orologio.

### Interni
La navata interna è unica e con tre campate voltare a volte a botte. Oltre all'altare maggiore nella sala si trovano anche due altari laterali gemelli.